# 1420

## Родени
- Томас де Торквемада, Велик инквизитор на Испания

## Починали
- Григорий Цамблак, български духовник